# Vasiliy Khmelevskiy
Vasiliy Vladimirovich Khmelevskiy (en biélorusse, Васіль Уладзіміравіч Хмялеўскі, Vasil Khmialeuski, en russe : Василий Владимирович Хмелевский, né le 14 janvier 1949 et mort en 2002) est un athlète biélorusse spécialiste du lancer de marteau. Son nom est parfois orthographié Vasili Khmelevski ou Vasily Khmelevsky. Licencié au Dinamo Stavropol, il mesure 1,96 m pour 124 kg.

## Carrière

### Palmarès
| Date | Compétition           | Lieu   | Résultat | Performance |
| ---- | --------------------- | ------ | -------- | ----------- |
| 1970 | Universiade d'été     | Turin  | 2e       | 68,54 m     |
| 1972 | Jeux olympiques d'été | Munich | 3e       | 74,04 m     |

### Records
| Épreuve           | Performance | Lieu | Date |
| ----------------- | ----------- | ---- | ---- |
| Lancer du marteau | 74,68 m     |      | 1975 |